# Kamut, Madžarska
Kamut je vas na Madžarskem, ki upravno spada pod podregijo Békési Županije Békés.